# Lucy Hillebrand
Lucy Hillebrand (Magonza, 6 marzo 1906 – Gottinga, 14 settembre 1997) è stata un architetto tedesco.

## Biografia

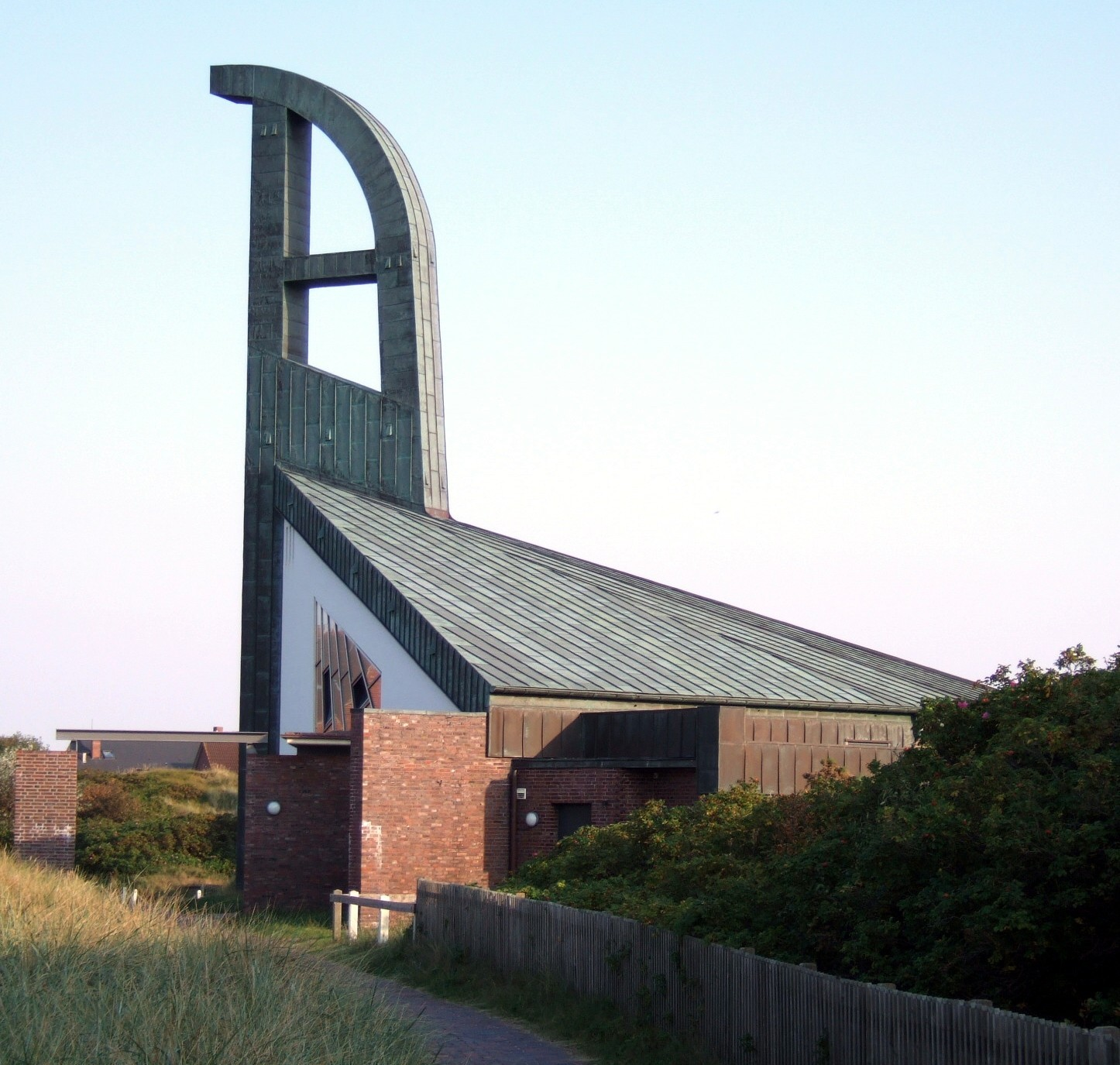
Chiesa cattolica di San Nicola a Langeoog

Lucy Hillebrand era figlia di Fides Laura e dello spedizioniere Hans H. Hillebrand. Dal 1915 al 1922, frequentò la scuola secondaria femminile a Magonza. Dal 1922 al 1925, studiò alla scuola superiore d'arti applicate di Offenbach am Main e dal 1925 al 1927 alla scuola di Arti e Mestieri di Colonia con Dominikus Böhm. Nel 1927 divenne il membro più giovane del Deutscher Werkbund e nel 1932 divenne l'unica donna a prendere parte al secondo progetto di insediamento a Stoccarda, sotto la direzione di Richard Döcker. Dopo il 1933 lavorò per la Haus Bensen a Gottinga. Dal 1934 non poté più esercitare la sua professione poiché personalmente in pericolo a causa delle origini ebraiche della madre; quest'ultima si suicidò nel 1942 per evitare la deportazione nel campo di concentramento di Theresienstad.
Dopo il 1945, Lucy Hillebrand fondò uno studio a Gottinga, tramite il quale si occupò soprattutto della costruzione di edifici scolastici.
A Gottinga, dopo la guerra, furono costruiti diversi edifici privati, tra i quali, nel 1955, la villa del dottor Wolfgang Bieker a Bovenden.
Lucy Hillebrand era sposata con Erich Gerlach.

## Opere
- Erziehungsberatungsstelle, Hannover, 1953/56
- Gewerkschaftshaus, Northeim, 1958
- Kirche St. Nikolaus, Langeoog, 1950
- Psychotherapeutisches Klinikum, Tiefenbrunn, 1969
- Albert Schweitzer-Kinderdorf, Uslar,1970

## Mostre
- Raum-Spiele – Spiel-Räume, Verborgenen Museum, Berlino, 1991
- Die nicht vollendbare Architektur, Deutscher Werkbund, Sprengel-Museum, Hannover, 1994
- Mostra al Künstlerhaus, Gottinga, 1996
- Frau Architekt, Deutsches Architekturmuseum, Francoforte sul Meno, 2017

## Premi e riconoscimenti
Nel 1985 è diventata membro onorario del Deutscher Werkbund.
Nel 1987 è diventata membro onorario del Bund Deutscher Architekten.
Nel 2009 le è stata dedicata una strada a Magonza, dove ha sede l'Università.